# Responsable d'exploitation
Le responsable d'exploitation gère techniquement l'exploitation des logiciels d'une organisation en s'assurant de leur fonctionnement quotidien et met en place les nouvelles versions de ceux-ci. 
Il peut aussi assurer une expertise ou être garant du fonctionnement du matériel sur lequel fonctionnent ces logiciels.
Il cherche sans cesse à améliorer la stabilité, la sureté, la sécurité, la disponibilité et les performances de l'outil informatique dont il a la charge.

## Logistique, Transport
Dans le secteur de la logistique et du transport, le responsable d'exploitation gère la distribution des produits.
Dans les grandes entreprises de transport routier de marchandises, il établit le planning des chauffeurs en fonction de leurs disponibilités, du carnet de commandes, des véhicules à disposition, etc. Son objectif : que les marchandises soient livrées à temps et que les véhicules voyagent le moins possible à vide. Il gère aussi les éventuels aménagements et incidents de parcours : un véhicule bloqué en douane, une panne, etc.